# Nørre Lyndelse
Nørre Lyndelse és un poble de l'⁣illa danesa de Fiònia. Es troba al municipi de Faaborg-Midtfyn, regió del sud de Dinamarca i té una població de 2.228 habitants (1 de gener de 2023).
El compositor danés Carl Nielsen va néixer i es va criar a Sortelung, prop de Nørre Lyndelse, i la casa de la seva infància és ara un museu.